# Ubistvo Kiti Đenoveze
Ubistvo Kiti Đenoveze (en. Catherine Susan Genovese – Kitty Genovese) se dogodilo u Kvinsu, Njujorku (en. Queens, New York ), 13.03.1964. u ranim jutarnjim časovima ispred zgrade u kojoj je živela.  
Mlada 28-godišnja Kiti se vraćala sa posla kada ju je ispred zgrade napao Vinston Mozli (en. Winston Moseley). Kiti je izbodena, a zatim i silovana, dok nije preminula zbog nanetih povreda. 
Ovo ubistvo postalo je poznato medijima, a kasnije i celom svetu zbog činjenice da su mu svedočili komšije iz susednih zgrada, od kojih niko nije adekvatno reagovao niti pozvao pomoć.

## Život Kiti Đenoveze
Kiti Đenoveze je rođena u Bruklinu (en. Brooklyn), Njujork, 07.07.1935. godine. Njeni roditelji Rejčel i Vinsent Đenoveze (en. Rachel and Vincent Genovese) su imali petoro dece od kojih je Kiti bila najstarija. Kiti je završila srednju školu [[]] u Njujorku, nakon čega se njena porodica zbog ubistva kojem je njena majka svedočila preselila u Novi Kanan (en. New Canaan), Konektikat (en. Connecticut), dok je Kiti ostala u Njujorku.
Iz Bruklina se seli u Kvins, gde se zapošljava kao konobarica u kafiću Ev’s 11th Hour. Deceniju kasnije se sa devojkom Meri En Zilonko (en. Mary Ann Zielonko)  preselila u apartman u Kju Gardensu (en. Kew Gardens), mirnom kvartu gde su uglavnom stanovali pripadnici srednje klase.

## Ubistvo
Kiti se 13. Marta 1964. godine vraćala iz kafića u kom je radila, oko 3 i 20 ujutru i parkirala se blizu svoje zgrade. Izlazeći iz auta, primetila je kako joj prilazi muškarac sa nožem u ruci. Počela je da beži ka ulaznim vratima svoje zgrade, međutim muškarac ju je sustigao, ubovši je dva puta u leđa. Kiti je počela da vrišti: “Bože! Ubo me je! Molim vas pomozite! Molim vas pomozite!”.
Komšija, Robert Mozer (en. Robert Mozer), iz susedne zgrade viknuo je: “Ostavi tu devojku na miru!” što je uplašilo i na kratko oteralo napadača. Kiti, ozbiljno povređena, uspela je da se sakrije blizu ulaza svoje zgrade. Deset minuta kasnije, videvši da joj niko ne prilazi u pomoć, napadač se vratio, naneo joj još nekolicinu uboda, a zatim je silovao, uzeo novac i pobegao. Našla ju je komšinica, bliska drugarica, Sofija Farar (en. Sophia Farrar) koja je vikala da neko pozove policiju. Nakon par minuta,stigle su policija i hitna pomoć koja je pokušala da je spasi, ali je zbog nanetih povreda umrla u ambulantnim kolima, na putu do bolnice.

## Vinston Mozli
Vinston Mozli (en. Winston Moseley) rođen je 1935. godine u Kvinsu. Posedovao je kuću u Južnom Ozone parku (en. South Ozone Park), gde je i živeo. Bio je zaposlen u , gde je upravljao poslovnim mašinama.  Njegova majka Fani Mozli (en. Fannie Moseley)  mu je tek u kasnom detinjstvu saopštila da Alfons Mozli (en. Alphonse Moseley) zapravo nije njegov biološki otac. Roditelji su mu često bili razdvojeni, a Vinston je bio bistro dete opčinjeno mravima.
Mozli je oženio Paulinu 1954. godine sa kojom se kasnije i razveo, zatim oženivši Elizabet Grant (en. Elizabeth Grant) 1961. godine. Imao je troje dece iz ta dva braka. 
Tada 29-godišnji Vinston, bez dotadašnjeg kriminalnog dosijea, priznao je prilikom svedočenja da je ubio Kiti i opisao ceo zločin do detalja, potkrepljujući fizičke dokaze. Rekao je da se vozio više od sat vremena u noći 13. marta 1964. tražeći žrtvu, kada je oko tri sata ujtru spazio Kiti. Naglasio je da nije imao nikakav motiv i da je prosto tražio žene za žrtve, jer se one nisu mnogo opirale. 
Mozli je u svom priznanju izjavio da kada je prvi put čuo komšije kako dovikuju da prestane i da se skloni od Kiti, na kratko se povukao da bi promenio kapu i sakrio lice, kako ga ne bi prepoznali. Takođe je naglasio da je imao osećaj da će se sva svetla iz stanova okolnih zgrada pogasiti i da će se ljudi povući bez pokušaja da pomognu, što se i desilo. 
“Vratio sam se da završim šta sam započeo”, priznao je na sudu Mozli. Dodao je da kada se vratio do već povređene Kiti, ona je još uvek ležala na podu jecajući za pomoć. Tada je već dosta iskrvarila. Rekao je da ne zna koliko ju je puta ubo, ali da je to radio sve dok nije ispustila i poslednji dah. 

### Policijska istraga
Bilo je 4 sata ujutru kada je policija zakucala na vrata Meri En Zielonko, dugogodišnje devojke Kiti Đenoveze. Tek oko 7 ujutru došao je detektiv Mišel Sang (en. Mitchell Sang) da ispita Meri En, zatekavši tu i komšiju Karla Rosa (en. Karl Ross) koji je tešio Meri En uz alkohol. Detektiv je naposletku uhapsio Karla zbog smetnji u razgovoru i nereda, smatrajući ga nametljivim, a pomalo i sumnjivim. 
Kasnije su stigli i detektivi za ubistva Džon Kerol (en. John Carroll) i Džeri Berns (en. Jerry Burns) koji su ispitivali Meri En o njenoj vezi sa Kiti. Ceo razgovor je dobio neprijatno i neumesno preusmerenje isključivo na seksualni život dve devojke. Ispitivanje je trajalo šest sati. Detektive je i u razgovoru sa komšijama zanimao samo emotivni i privatni život Meri En i Kiti. Meri En je na kraju smatrana glavnom osumljičenom. 
Pet dana nakon ubistva Kiti Đenoveze uhapšen je Vinston Mozli tokom pljačke. On je odmah priznao zločin koji je počinio, priznavši pritom još dva ubistva. Dvadesetčetvorogodišnju Eni Mej Džonson (en. Annie Mae Johnson) je silovao, upucao, a zatim i spalio u njenom stanu u Južnom Ozone parku u februaru, dok je drugu devojku, Barbaru Kralik (en. Barbara Kralik) koja je imala samo 15 godina, silovao i izbo u kući njenih roditelja u Springfild Gardenu prethodne godine u julu.  
Mozli nikad nije osuđen za ubistva Eni Mej I Barbare, iako je opisao sve detalje ubistava za koje se smatra da ih je samo ubica mogao znati. 

### Suđenje
Mozli je optužen za ubistvo Kiti Đenoveze, ali ne i za ubistva ostale dve devojke, Barbare i Eni Mej, koje je tvrdio da je počinio. Razlog za to jeste komplikacija u presudi, jer je još jedan čovek Alvin Mišel (en. Alvin Mitchell) priznao da je ubio petnaestogodišnju Barbaru Kralik. 
Vinstonovo suđenje počelo je 8. juna 1964. godine, pred Prvostepenim sudom kome je presedavao sudija Irvin J. Šapiro (en. Irwin J. Shapiro). Na početku, odbrana Vinstona Mozlija tvrdila je da nije kriv zbog ludila. Međutim, tokom suđenja Mozli je detaljno opisao događaje ubistava Kiti, Barbare i Eni Mej, kao i ostala silovanja i pljačke, zbog čega je proglašen pravno zdravim. Porota je većala sedam sati i na kraju su odlučili da ga proglase krivim 11. juna u 10:30 časova.  Sedam dana kasnije zvanično je osuđen za ubistvo prvog stepena  na smrtnu kaznu. U to vreme u Njujorku je još uvek bio na snazi zakon o smrtnoj kazni pomoću električne stolice. Kada je presuda izrečena Mozli nije pokazivao emocije. Ipak, većina u sudnici se radovala. Čak je i sam sudija izjavio: “Ne verujem u smrtne kazne, ali kada vidim ovakve monstrume, ne bih oklevao da im i sam presudim!”. 
Državni Apelacioni sud u Njujorku 1. juna 1967. godine utvrdio je da je Prvostepeni sud pogrešio time što je odbacio dokaze o mentalnom stanju Mozlija na njegovom saslušanju. Mozlijeva kazna smanjena je na doživotni zatvor. 

## Reakcija javnosti
Ovaj događaj nije odmah dobio medijsku pažnju. Tek dve nedelje nakon brutalnog incidenta, kada je načelnik policije grada Njujorka, Majkl Dž. Marfi (en. Michael J. Murphy) rekao novinaru Abrahamu Rosentalu (en. Abraham Rosenthal) o ubistvu, i dodao da smatra da je "Priča iz Kvinsa za pamćenje" , započeta je istraga i pisanje novog članka. 
Reakcija javnosti se izgleda nije promenila. Prema članku Njujork Tajmsa iz 28.12.1974, deset godina nakon ubistva Kiti Đenoveze, 25-ogodišnja Sandra Zeler (en. Sandra Zahler) je prebijena i ubijena u ranim jutarnjim časovima na Božić u stanu koji je nadgledao mesto ubistva Kiti. Komšije su rekle da su čule vriske i "žestoku borbu" ali ponovo ništa nisu učinile. 
Pojave neobaziranja na nevolje ljudi koji su se našli u teškoćama, pa i u smrtnoj opasnosti, i nepristicanje u pomoć, i kad je to ponašanje u suprotnosti moralnim normama, postale su podsticaj za sistematska empirijska istraživanja o pomaganju i nepomaganju drugima. Takvo ponašanje "posmatrača koji ništa ne preduzima" bilo je šezdesetih godina povod za istraživanje Latane i Darli (en. ). 

### Njujork Tajms
Tajmsov naslov „38 ljudi koji su videli ubistvo nisu zvali policiju" koji je napisao Martin Gansberg (en. Martin Gansberg)je objavljen dve nedelje nakon ubistva. Članak je prvenstveno objavljen sa greškom "37 ljudi koji su videli ubistvo nisu zvali policiju" ali je kasnije ispravljen. U članku je opisan događaj ubistva Kiti Đenoveze i detaljno opisano kako 38 očevidaca nije ništa uradilo da pomogne.
Članak je privukao pažnju javnosti, jer su uočeni manjak empatije, otuđenje i depersonalizacija života u velikom gradu. 

## Altruizam
Altruizam (lat. alter - drugi) predstavlja nesebičnu brigu za dobrobit drugih ljudi. Termin označava životni stav koji uključuje nesebičnost, naklonost, ljubav prema drugome i spremnost da mu se pomogne, po cenu lične štete i žrtve, bez ikakve naknade ili spoljašnje nagrade.   Termin altruizam prvi je upotrebio Ogist Kont oko 1830. godine. Suprotan pojam je egoizam.
Prema Aronfridu (en. Aronfreed), jednom od stručnjaka za pitanje socijalizacije, altruističko ponašanje sadrži sledeće tri karakteristike: 
1. uživljavanje u psihičko stanje drugoga
2. anticipaciju prijatnih posledica naših postupaka za drugoga
3. vlastito zadovoljstvo svojim postupkom [13]

Švarc (he. שלום שוורץ) zastupa mišljenje da se o altruističkom ponašanju može govoriti samo u slučaju kada se postupa prema internalizovanim moralnim normama. Bez znanja o tome šta je moralno, bez trajnih dispozicija da se prema moralnim normama, a koje postaju regulatori naših postupaka, postupa i bez njihovog aktiviranja u situacijama na koje se norme mogu primeniti, nema altruističkog ponašanja. 
Na osnovu istraživanja procesa donošenja odluke koja prethodi altruističkom ponašanju, zaključuje da je za preduzimanje altruističkog akta potrebno da postoje:  
1. namera da se preduzme nešto što je dobro za drugoga
2. osećanje odgovornosti za postupak za koji se ocenjuje da je od koristi za drugoga
3. znanje da je taj postupak u skladu sa društvenim moralnim normama [15]

Altruistički činovi spadaju pod šire prosocijalno ponašanje, koje opisuje svako ponašanje koje pomaže drugoj osobi, bez obzira koji je motiv iza toga. Prosocijalna ponašanja nisu nužno altruistična. Altruistički čin je fundamentalno nesebičan: osoba je motivisana isključivo željom da pomogne nekom kome je to potrebno, dok je prosocijalno ponašanje svako ponašanje koje pomaže drugom, bez obzira na to da li motiv sebičan ili nesebičan.

### Difuzija odgovornosti
Difuzija odgovornosti je pojava koju su takođe opisali Latane i Darli. Pretpostavili su da što je više promatrača u nekoj kriznoj situaciji, to je manja verovatnoća da će neko pomoći. Njihovom istraživanju i potvrđivanju ove pretpostavke, prethodio je tragičan događaj u Njujorku kojem je Kiti Đenoveze izgubila život. 

#### Efekat posmatrača
Efekat posmatrača je specifična vrsta difuzije odgovornosti - kada reakcije ljudi u određenim situacijama zavise od prisustva drugih. Nastaje kada više pojedinaca posmatra kako se odvija situacija, a ne reaguju jer znaju da bi neko drugi mogao reagovati i zbog toga imaju manji osećaj odgovornosti. 

## Uticaj događaja na društvo

### 9-1-1
WNYC - javni Njujorški radio, izjavio  je kako je „čuveno ubistvo pomoglo u stvaranju 9-1-1 sistema”. Sve do 1960ih nije postojao centralni broj koji su ljudi zvali u hitnim slučajevima.  

### Umetnost
Pored raznih knjiga iz psihologije, o ubistvu Kiti Djenoveze se može čitati i čuti u raznim knjigama za širu javnost, televizijskim programima, pesmama.
Neki od filmova i tv serijala su:
- film  iz 2015. godine
- film  iz 1975. godine
- serijal , epizoda ""
- serijal Law & Order epizoda ""
- serijal , epizoda 15.2 "Silent Witnesses: The Kitty Genovese Murder"

Neka od književnih dela inspirisana ovim događajem su:
- kratka priča "The Whimper of Whipped Dogs" od Harlana Ellisona (en. Harlan Ellison)
- strip
- knjiga
- knjiga "No One Helped": Kitty Genovese, New York City, and the Myth of Urban Apathy (2016),  od Marsije Gala (en. Marcia M. Gallo)

Muzika:
- Fil Ohova (en. ) pesma ""
- Rubi Lin Rejnerova (en. ) pesma ""
- Pesma korejskog indi rok benda Nel - "Dear Genovese"